# Teleogryllus oceanicus
Teleogryllus oceanicus — вид прямокрилих комах родини цвіркунів (Gryllidae).

## Поширення
Цей вид поширенний в Австралії та на тихоокеанських островах. Завезений на Гавайські острови.

## Опис
Самці, в середньому, мають довжину від 28 до 35 мм, самиці довші за рахунок яйцеклада, у середньому 33-42 мм завдовжки. Забарвлення чорне або темно-коричневе з поздовжніми смугами на потилиці.